# Österreichische Mehlbeere

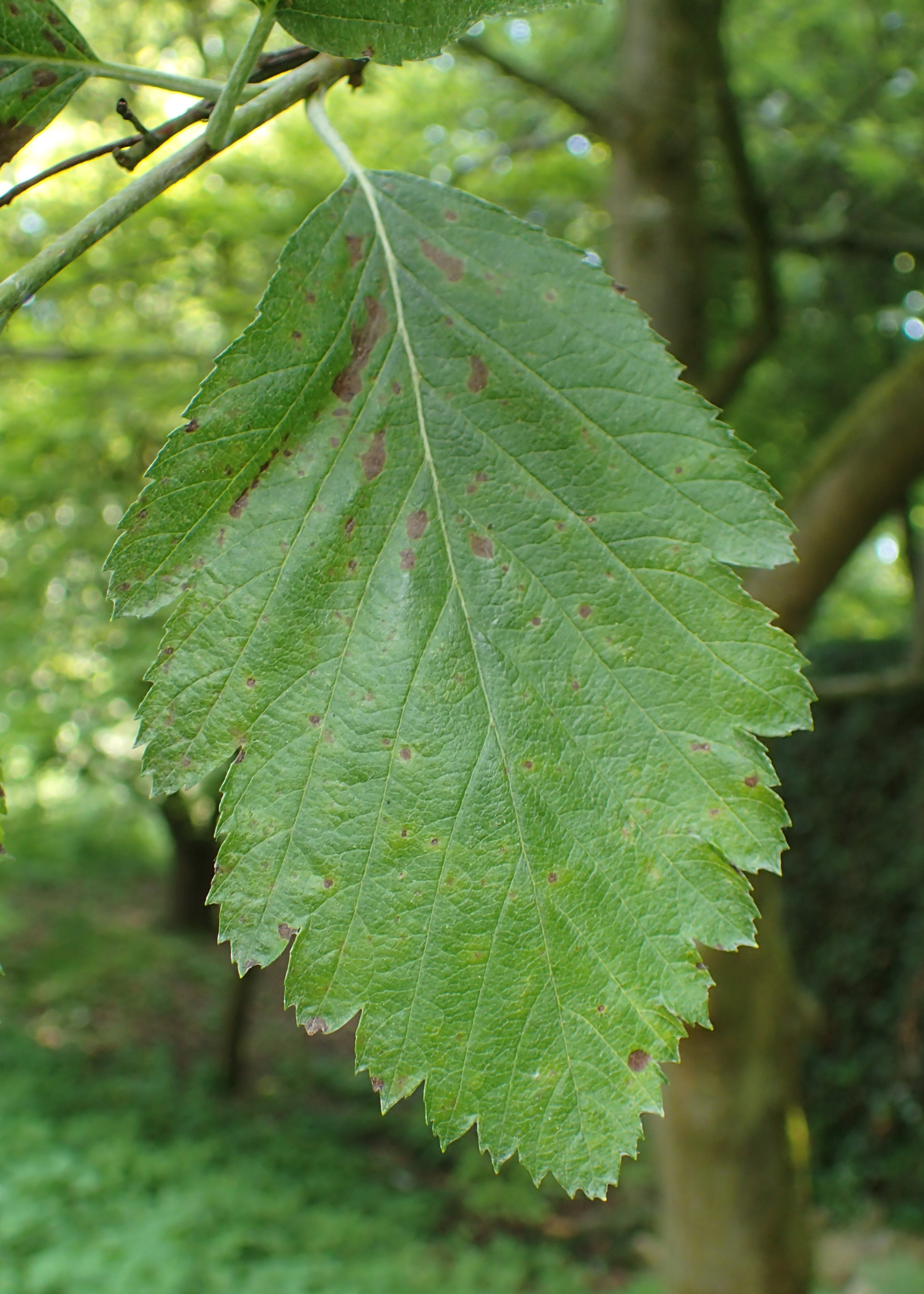
Blatt

Die Österreichische Mehlbeere (Sorbus austriaca), auch Ostalpen-Mehlbeere, Alpen-Mehlbeere und Alpen-Oxelbirne genannt, ist eine Pflanzenart aus der Gattung der Mehlbeeren (Sorbus) in der Familie der Rosengewächse (Rosaceae). Innerhalb der Mehlbeeren gehört sie zur Sorbus hybrida-Gruppe. Sie ist wie die ähnliche Vogesen-Mehlbeere (Sorbus mougeotii) ein Bastard von Sorbus aria s. l. und Sorbus aucuparia.

## Merkmale
Die Art ist in folgenden Merkmalen von Sorbus mougeotii zu unterscheiden:
Die Blätter sind breit-oval bis fast kreisförmig, breiter und im Ganzen größer. Sie sind 8 bis 11 Zentimeter lang und ungefähr 9 Zentimeter breit. Das Verhältnis von Länge zu Breite beträgt ungefähr 1,5. Der Blattgrund ist breit-keilförmig. Zum Grund hin sind Lappen vorhanden, die die Blattspreite um bis zu 1/6 einschneiden, gesägt sind und sich teilweise überdecken. Zur Spitze hin ist das Blatt seichter gelappt, an der Spitze selbst nur noch doppelt gesägt.
Die Früchte sind 10 bis 13 Millimeter lang, 13 Millimeter dick, kugeliger und meist größer. Sie weisen zahlreiche große Lentizellen auf.
Die Art ähnelt ferner der in Baden-Württemberg vorkommenden Lonetal-Mehlbeere (Sorbus lonetalensis). Diese hat jedoch wie Sorbus mougeotii keine sich überdeckenden Blattlappen. Die Zähnung geht bei Sorbus lonetalensis außerdem sehr weit Richtung Blattansatz.
Im Gegensatz zu Vertretern der Sorbus aria-Gruppe, deren Blätter ebenfalls einen eingeschnittenen Rand aufweisen, haben die Blätter von Sorbus austriaca dickere Haare sowie weniger spitz abzweigende Seitennerven. Zumindest bei ein paar der Blätter beträgt der Winkel der Seitennerven der unteren Hälfte der Spreite zur Blattachse ca. 60° oder mehr.
Die Blütezeit reicht von Mai bis Juni. Die Fruchtreife reicht von Juli bis September und liegt 3 Wochen vor der von Sorbus aria.

## Vorkommen
Die Österreichische Mehlbeere kommt von den Ostalpen bis zu den Karpaten und den Illyrischen Gebirgen vor. Westlich reicht das Areal möglicherweise bis nach Vorarlberg. Für die Apenninen und für Griechenland liegen ältere, unbestätigte Berichte vor.
Der Lebensraum der Österreichischen Mehlbeere sind Wälder und buschige Hänge in den Alpen und Voralpen bis in die Krummholzregion hinein. Die höchsten Fundorte in ca. 1700 Meter liegen in der Steiermark, in Ober- und in Niederösterreich. Die Art hat ähnliche Standortansprüche wie Sorbus mougeotii und ist ebenfalls kalkliebend, im Gegensatz zu dieser Art aber nicht kalkstet.

## Belege
- Herfried Kutzelnigg: Sorbus. In: Hans. J. Conert u. a. (Hrsg.): Gustav Hegi. Illustrierte Flora von Mitteleuropa. Band 4 Teil 2B: Spermatophyta: Angiospermae: Dicotyledones 2 (3). Rosaceae 2. Blackwell 1995, ISBN 3-8263-2533-8, S. 381–382.
- Norbert Meyer: Sorbus (L.) Crantz – Mehlbeere, Eberesche, Elsbeere, Speierling, Zwerg-Mehlbeere. In: Müller F., Ritz C., Welk E., Wesche K. (eds) Rothmaler – Exkursionsflora von Deutschland. Springer Spektrum, Berlin, Heidelberg 2016, 221 S.